# ラファエル・サントス・ボレ
ラファエル・サントス・ボレ・マウリ（スペイン語: Rafael Santos Borré Maury、1995年9月15日 - ）は、コロンビア・バランキージャ出身のサッカー選手。SCインテルナシオナル所属。ポジションはFW。コロンビア代表。

## クラブ歴
デポルティーボ・カリの下部組織出身でトップチームに昇格。10代ながら得点を重ねていたので、ヨーロッパのビッグクラブからも注目された。
2015年8月にアトレティコ・マドリードの練習場で目撃されると、同月28日に移籍し6年契約を結んだ。移籍後はデポルティーボ・カリに期限付き移籍となった。2016年3月25日に負傷し、5月1日の試合でアンドレス・フェリペ・ロアと交代出場するまで離脱を余儀なくされた。2016年8月13日にビジャレアルCFへの1シーズンの期限付き移籍が決まった。2017年2月23日にUEFAヨーロッパリーグ 2016-17で移籍後初得点を記録した。
2017年8月7日にCAリーベル・プレートに完全移籍。2019年11月23日のコパ・リベルタドーレス2019決勝では得点をあげたが、2-1で敗北した。
2021年7月5日、CAリーベル・プレートとの契約が満了したため、フリー移籍でアイントラハト・フランクフルトに加入し、2025年までの契約を結んだ。UEFAヨーロッパリーグ決勝のレンジャーズ戦で0-1から同点ゴールを挙げ、PK戦でもPKを成功させて優勝に貢献した。
2023年9月1日、ヴェルダー・ブレーメンにレンタル移籍した。
2024年1月17日、SCインテルナシオナルに移籍。

## 代表歴
U-20代表として2015 南米ユース選手権、2015 FIFA U-20ワールドカップに出場。
2015年3月20日にはバーレーン代表、クウェート代表戦に臨むコロンビアA代表に招集されたが、起用はなかった。2019年9月6日に行われたブラジル代表との親善試合でドゥバン・サパタに代わって投入され、A代表初出場。

## タイトル

### クラブ
デポルティーボ・カリ
- カテゴリア・プリメーラA : 1回 (2015A)
- コロンビア・スーペルリーガ : 1回 (2014)

CAリーベル・プレート
- コパ・リベルタドーレス : 1回 (2018)
- レコパ・スダメリカーナ : 1回 (2019)
- コパ・アルヘンティーナ : 2回 (2016-17, 2018-19)
- スーペルコパ・アルヘンティーナ : 2回 (2017, 2019)

アイントラハト・フランクフルト
- UEFAヨーロッパリーグ : 1回 (2021-22)

### 個人
- 南米年間ベストイレブン : 2020